# Skjørring Sogn
Skjørring Sogn er et sogn i Skanderborg Provsti (Århus Stift).
I 1800-tallet var Skjørring Sogn anneks til Sjelle Sogn. Begge sogne hørte til Framlev Herred i Aarhus Amt. Sjelle-Skjørring sognekommune blev ved kommunalreformen i 1970 indlemmet i Galten Kommune, som ved strukturreformen i 2007 indgik i Skanderborg Kommune.
I Skjørring Sogn ligger Skjørring Kirke.
I sognet findes følgende autoriserede stednavne:
- Rohde (bebyggelse)
- Skjørring (bebyggelse, ejerlav)
- Skjørring Overskov (areal)